# Ma trận (toán học)

Mỗi phần tử của một ma trận thường được ký hiệu bằng một biến với hai chỉ số ở dưới. Ví dụ, a_{2,1} biểu diễn phần tử ở hàng thứ hai và cột thứ nhất của ma trận A.

Trong toán học, ma trận (Tiếng Anh: matrix) là một mảng chữ nhật, hoặc hình vuông (được gọi là ma trận vuông - số dòng bằng số cột) – các số, ký hiệu, hoặc biểu thức, sắp xếp theo hàng và cột – mà mỗi ma trận tuân theo những quy tắc định trước. Từng giá trị trong ma trận được gọi là các phần tử hoặc mục. Ví dụ một ma trận có 2 hàng và 3 cột.
{\displaystyle {\begin{bmatrix}1&9&-13\\20&5&-6\end{bmatrix}}.}
Khi các ma trận có cùng kích thước (chúng có cùng số hàng và cùng số cột) thì có thể thực hiện phép cộng hoặc trừ hai ma trận trên các phần tử tương ứng của chúng. Tuy vậy, quy tắc áp dụng cho phép nhân ma trận chỉ có thể thực hiện được khi ma trận thứ nhất có số cột bằng số hàng của ma trận thứ hai. Ứng dụng chính của ma trận đó là phép biểu diễn các biến đổi tuyến tính, tức là sự tổng quát hóa hàm tuyến tính như f(x) = 4x. Ví dụ, phép quay các vectơ trong không gian ba chiều là một phép biến đổi tuyến tính mà có thể biểu diễn bằng một ma trận quay R: nếu v là vectơ cột (ma trận chỉ có một cột) miêu tả vị trí của một điểm trong không gian, tích của Rv là một vec tơ cột miêu tả vị trí của điểm đó sau phép quay này. Tích của hai ma trận biến đổi là một ma trận biểu diễn hợp của hai phép biến đổi tuyến tính. Một ứng dụng khác của ma trận đó là tìm nghiệm của các hệ phương trình tuyến tính. Nếu là ma trận vuông, có thể thu được một số tính chất của nó bằng cách tính định thức của nó. Ví dụ, ma trận vuông là ma trận khả nghịch khi và chỉ khi định thức của nó khác không. Quan niệm hình học của một phép biến đổi tuyến tính là nhận được (cùng với những thông tin khác) từ trị riêng và vec tơ riêng của ma trận.
Có thể thấy ứng dụng của lý thuyết ma trận trong hầu hết các lĩnh vực khoa học. Trong mỗi nhánh của vật lý học, bao gồm cơ học cổ điển, quang học, điện từ học, cơ học lượng tử, và điện động lực học lượng tử, chúng được sử dụng để nghiên cứu các hiện tượng vật lý, như chuyển động của vật rắn. Trong đồ họa máy tính, ma trận được sử dụng để chiếu một ảnh 3 chiều lên màn hình 2 chiều. Trong lý thuyết xác suất và thống kê, các ma trận ngẫu nhiên được sử dụng để miêu tả tập hợp các xác suất; ví dụ, chúng dùng trong thuật toán PageRank để xếp hạng các trang trong lệnh tìm kiếm của Google. Phép tính ma trận tổng quát hóa các khái niệm trong giải tích như đạo hàm và hàm mũ đối với số chiều lớn hơn.
Một nhánh chính của giải tích số dành để phát triển các thuật toán hữu hiệu cho các tính toán ma trận, một chủ đề đã hàng trăm năm tuổi và là một lĩnh vực nghiên cứu rộng ngày nay. Phương pháp khai triển ma trận làm đơn giản hóa các tính toán cả về mặt lý thuyết lẫn thực hành. Những thuật toán dựa trên những cấu trúc của các ma trận đặc biệt, như ma trận thưa (sparse) và ma trận gần chéo, giúp giải quyết những tính toán trong phương pháp phần tử hữu hạn và những tính toán khác. Ma trận vô hạn xuất hiện trong cơ học thiên thể và lý thuyết nguyên tử. Một ví dụ đơn giản về ma trận vô hạn là ma trận biểu diễn các toán tử đạo hàm, mà tác dụng đến chuỗi Taylor của một hàm số.

## Định nghĩa
Ma trận là một mảng chữ nhật hoặc hình vuông (ma trận vuông) chứa các số hoặc những đối tượng toán học khác, mà có thể định nghĩa một số phép toán như cộng hoặc nhân trên các ma trận. Hay gặp nhất đó là ma trận trên một trường F là một mảng chữ nhật chứa các đại lượng vô hướng của F. Bài viết này đề cập đến các ma trận thực và phức, tức là các ma trận mà các phần tử của nó là những số thực hoặc số phức. Những loại ma trận tổng quát hơn được thảo luận ở bên dưới. Ví dụ, ma trận thực:
{\displaystyle \mathbf {A} ={\begin{bmatrix}-1,3&0,6\\20,4&5,5\\9,7&-6,2\end{bmatrix}}.}
Các số, ký hiệu hay biểu thức trong ma trận được gọi là các phần tử của nó. Các đường theo phương ngang hoặc phương dọc chứa các phần tử trong ma trận được gọi tương ứng là hàng và cột.

### Độ lớn
Độ lớn hay cỡ của ma trận được định nghĩa bằng số lượng hàng và cột. Một ma trận m hàng và n cột được gọi là ma trận m × n hoặc ma trận m-nhân-n, trong khi m và n được gọi là chiều của nó. Ví dụ, ma trận A ở trên là ma trận 3 × 2.
Ma trận chỉ có một hàng gọi là vectơ hàng, ma trận chỉ có một cột gọi là vectơ cột.  Ma trận có vô hạn số hàng hoặc số cột (hoặc cả hai) được gọi là ma trận vô hạn. Trong một số trường hợp, như chương trình đại số máy tính, sẽ có ích khi xét một ma trận mà không có hàng hoặc không có cột, goi là ma trận rỗng.
Ma trận có cùng số hàng và số cột được gọi là ma trận vuông. Mỗi ma trận vuông có n cạnh được gọi là ma trận vuông bậc n
| Tên gọi       | Độ lớn | Ví dụ                                                               | Miêu tả |
| ------------- | ------ | ------------------------------------------------------------------- | --- |
| Vectơ hàng    | 1 × n  | {\displaystyle {\begin{bmatrix}3&7&2\end{bmatrix}}}                 | Ma trận có một hàng, được dùng để biểu diễn một vectơ |
| Vectơ cột     | n × 1  | {\displaystyle {\begin{bmatrix}4\\1\\8\end{bmatrix}}}               | Ma trận có một cột, được dùng để biểu diễn một vectơ |
| Ma trận vuông | n × n  | {\displaystyle {\begin{bmatrix}9&13&5\\1&11&7\\2&6&3\end{bmatrix}}} | Ma trận có cùng số hàng và số cột, nó được sử dụng để biểu diễn phép biến đổi tuyến tính từ một không gian vec tơ vào chính nó, như phép phản xạ, phép quay hoặc ánh xạ cắt. |

## Lịch sử
Ma trận có một lịch sử dài về ứng dụng trong giải các phương trình tuyến tính nhưng chúng được biết đến là các mảng cho tới tận những năm 1800. Cuốn sách Cửu chương toán thuật viết vào khoảng năm 152 TCN đưa ra phương trận để giải hệ năm phương trình tuyến tính, bao gồm khái niệm về định thức. Năm 1545 nhà toán học người Ý Girolamo Cardano giới thiệu phương pháp giải này vào châu Âu khi ông công bố quyển Ars Magna. Nhà toán học Nhật Bản Seki đã sử dụng phương pháp mảng này để giải hệ phương trình vào năm 1683. Nhà toán học Hà Lan Jan de Witt lần đầu tiên biểu diễn các biến đổi dưới dạng ma trận mảng trong cuốn sách viết năm 1659 Elements of Curves (1659). Giữa các năm 1700 và 1710 Gottfried Wilhelm Leibniz công bố phương pháp sử dụng các mảng để ghi lại thông tin hay tìm nghiệm và nghiên cứu trên 50 loại ma trận khác nhau. Cramer đưa ra quy tắc của ông vào năm 1750.
Thuật ngữ trong tiếng Anh "matrix" (tiếng Latin là "womb", dẫn xuất từ mater—mẹ) do James Joseph Sylvester nêu ra vào năm 1850, khi ông nhận ra rằng ma trận là một đối tượng làm xuất hiện một số định thức mà ngày nay gọi là phần phụ đại số, tức là định thức của những ma trận nhỏ hơn thu được từ ma trận ban đầu bằng cách xóa đi các hàng và các cột. Trong một bài báo năm 1851, Sylvester giải thích:
Tôi đã định nghĩa trong bài báo trước về "Ma trận" là một mảng chữ nhật chứa các phần tử, mà những định thức khác nhau có thể đưa ra định thức của ma trận mẹ.
Arthur Cayley đăng một chuyên luận về các phép biến đổi hình học sử dụng ma trận ngoài những phép biến đổi quay đã được khảo sát trước đó. Thay vào đó, ông định nghĩa các phép toán như cộng, trừ, nhân và chia những ma trận này và chứng tỏ các quy tắc kết hợp và phân phối vẫn được thỏa mãn. Cayley đã nghiên cứu và minh chứng tính chất không giao hoán của phép nhân ma trận cũng như tính giao hoán của phép cộng ma trận. Lý thuyết ma trận sơ khai bị giới hạn ở cách sử dụng các mảng và tính định thức và các phép toán ma trận trừu tượng của Arthur Cayley đã làm nên cuộc cách mạng cho lý thuyết này. Ông áp dụng khái niệm ma trận cho hệ phương trình tuyến tính độc lập. Năm 1858 Cayley công bố Hồi ký về lý thuyết ma trận trong đó ông nêu ra và chứng minh định lý Cayley-Hamilton.
Nhà toán học người Anh Cullis là người đầu tiên sử dụng ký hiệu ngoặc hiện đại cho ma trận vào năm 1913 và ông cũng viết ra ký hiệu quan trọng A = [ai,j] để biểu diễn một ma trận với ai,j là phần tử ở hàng thứ i và cột thứ j.
Quá trình nghiên cứu định thức xuất phát từ một số nguồn khác nhau. Các bài toán số học dẫn Gauss đi tới liên hệ các hệ số của dạng toàn phương, những đa thức có dạng x2 + xy − 2y2, và ánh xạ tuyến tính trong không gian ba chiều với ma trận. Eisenstein đã phát triển xa hơn các khái niệm này, với nhận xét theo cách phát biểu hiện đại rằng tích ma trận là không giao hoán. Cauchy là người đầu tiên chứng minh những mệnh đề tổng quát về định thức, khi ông sử dụng định nghĩa như sau về định thức của ma trận A = [ai,j]: thay thế lũy thừa ajk bằng ajk trong đa thức
{\displaystyle a_{1}a_{2}\cdots a_{n}\prod _{i<j}(a_{j}-a_{i})\;},
với Π ký hiệu tích các hệ số đứng đằng sau. Ông cũng chứng tỏ vào năm 1829 rằng giá trị riêng của các ma trận đối xứng là thực. Jacobi nghiên cứu "định thức hàm"—mà về sau trở thành định thức Jacobi như cách gọi của Sylvester—nó được ứng dụng để nghiên cứu các biến đổi hình học ở mức cục bộ (hay vô cùng bé); bài báo Vorlesungen über die Theorie der Determinanten của Kronecker  và Zur Determinantentheorie của Weierstrass, cả hai đều được công bố vào năm 1903, lần đầu tiên đã coi định thức theo cách tiên đề hóa, ngược lại so với cách tiếp cận cụ thể ở những lần trước đó như trong công thức của Cauchy.
Nhiều định lý ban đầu chỉ phát biểu cho các ma trận nhỏ, ví như định lý Cayley–Hamilton được chứng minh cho ma trận 2×2 như Cayley chỉ ra trong luận án của mình, và bởi Hamilton cho ma trận 4×4. Frobenius, dựa trên các dạng song tuyến tính, đã tổng quát định lý sang mọi kích thước (1898). Cũng vào cuối thế kỷ 19 phương pháp khủ Gauss–Jordan (tổng quát hóa cho trường hợp đặc biệt đó là phép khử Gauss) do nhà trắc địa Wilhelm Jordan nêu ra. Trong đầu thế kỷ 20, ma trận đã đạt tới vai trò trung tâm trong đại số tuyến tính, một phần nhờ ứng dụng của nó trong phân loại hệ thống số siêu phức trong thế kỷ trước.
Sự khởi đầu của cơ học ma trận do các nhà vật lý Heisenberg, Born và Jordan nêu ra đã dẫn tới nghiên cứu về ma trận có vô hạn hàng và cột. Later, von Neumann đã thiết lập lên phát biểu toán học của cơ học lượng tử, bằng cách phát triển xa hơn các khái niệm của giải tích hàm như toán tử tuyến tính trong không gian Hilbert, mà, nói sơ lược, tương ứng với không gian Euclide, nhưng có vô hạn hướng độc lập.

### Lịch sử việc sử dụng từ "ma trận" trong toán học
Từ này đã được sử dụng theo những cách khác thường bởi ít nhất hai tác giả có tầm quan trọng trong lịch sử Bertrand Russell và Alfred North Whitehead trong cuốn Principia Mathematica (1910–1913) sử dụng từ "ma trận" trong ngữ cảnh tiên đề về khả năng rút gọn. Alfred Tarski trong cuốn sách Introduction to Logic năm 1946 của ông đã sử dụng từ "ma trận" đồng nghĩa với khái niệm bảng chân trị như được sử dụng trong logic toán học.

## Ký hiệu
Ma trận thường được viết trong dấu ngoặc vuông:
{\displaystyle \mathbf {A} ={\begin{bmatrix}a_{11}&a_{12}&\cdots &a_{1n}\\a_{21}&a_{22}&\cdots &a_{2n}\\\vdots &\vdots &\ddots &\vdots \\a_{m1}&a_{m2}&\cdots &a_{mn}\end{bmatrix}}.}
Một cách ký hiệu khác là sử dụng dấu ngoặc đơn lớn thay cho dấu ngoặc vuông:
{\displaystyle \mathbf {A} =\left({\begin{array}{rrrr}a_{11}&a_{12}&\cdots &a_{1n}\\a_{21}&a_{22}&\cdots &a_{2n}\\\vdots &\vdots &\ddots &\vdots \\a_{m1}&a_{m2}&\cdots &a_{mn}\end{array}}\right)=\left(a_{ij}\right)\in \mathbb {R} ^{m\times n}.}
Ký hiệu cụ thể cho ma trận rất đa dạng, với một số xu hướng viết phổ biến cho nó. Ma trận thường được ký hiệu bằng chữ cái viết hoa (như A trong ví dụ trên), trong khi với chữ cái viết thường có hai chỉ số viết dưới (ví dụ a11, hay a1,1) biểu diễn cho phần tử của ma trận. Ngoài cách sử dụng ký hiệu chữ viết hoa cho ma trận, nhiều tác giả sử dụng kiểu viết nhấn mạnh cho từ, mà phổ biến là cách viết đậm (không nghiêng), để phân biệt ma trận với những đối tượng toán học khác.  Một cách ký hiệu khác là sử dụng cách viết hai đường gạch dưới chân của từ ký hiệu, mà có hoặc không có cách viết đậm, (ví dụ {\displaystyle {\underline {\underline {A}}}}).
Phần tử trong hàng thứ i và cột thứ j của ma trận A đôi khi được viết thành i,j, (i,j), hoặc phần tử thứ (i,j) của ma trận, và cách viết hay gặp nhất đó là ai,j, hay aij. Cách ký hiệu khác cho phần tử của ma trận là A[i,j] hay Ai,j. Ví dụ, phần tử (1,3) trong ma trận A là 5 (cũng được viết là a13, a1,3, A[1,3] hoặc A1,3):
{\displaystyle \mathbf {A} ={\begin{bmatrix}4&-7&\color {red}{5}&0\\-2&0&11&8\\19&1&-3&12\end{bmatrix}}}
Thỉnh thoảng, các phần tử của ma trận có thể được xác định theo một công thức như ai,j = f(i, j). Ví dụ, mỗi phần tử của ma trận A dưới đây được xác định bằng aij = i − j. 
{\displaystyle \mathbf {A} ={\begin{bmatrix}0&-1&-2&-3\\1&0&-1&-2\\2&1&0&-1\end{bmatrix}}}
Trong trường hợp này, chính ma trận được xác định theo công thức đó, với cách viết trong dấu ngoặc vuông hoặc ngoặc đơn mở rộng. Ví dụ, ma trận ở trên được ký hiệu là A = [i-j], hoặc A = ((i-j)). Nếu ma trận có kích thước m × n, công thức đề cập ở trên f(i, j) là đúng cho bất kỳ i = 1,..., m và bất kỳ j = 1,..., n. Có thể viết tách biệt kích thước của ma trận, hoặc sử dụng cách viết m × n như là chỉ số dưới. Ví dụ, ma trận A ở trên bằng 3 × 4 và có thể viết ký hiệu là A = [i − j] (i = 1, 2, 3; j = 1,..., 4), hay A = [i − j]3×4.
Một số ngôn ngữ lập trình sử dụng cách viết những mảng có hai chỉ số (hay mảng của mảng) để biểu diễn ma trận m-×-n. Một số ngôn ngữ lập trình bắt đầu ma trận bằng cách đánh số chỉ số của mảng tại 0, như trong trường hợp mảng m-×-n được đánh số bằng 0 ≤ i ≤ m − 1 và 0 ≤ j ≤ n − 1. Bài viết này tuân theo cách quy ước thường gặp trong toán học với chỉ số bắt đầu bằng 1.
Dấu hoa thị đôi khi được sử dụng để chỉ toàn bộ các hàng hoặc cột trong ma trận. Ví dụ, ai,∗ để chỉ hàng thứ i của ma trận A, và a∗,j để chỉ cột thứ  j của ma trận A. Tập hợp mọi ma trận dạng m-×-n ký hiệu là {\displaystyle \mathbb {M} (m,n),} hoặc {\displaystyle \mathbb {R} ^{m\times n}} cho mọi ma trận.

## Các phép toán cơ bản
Có một số phép toán cơ bản tác dụng lên ma trận, bao gồm cộng ma trận, nhân một số với ma trận, chuyển vị, nhân hai ma trận, phép toán hàng, và ma trận con.

### Phép cộng, nhân một số với ma trận, và ma trận chuyển vị
| Phép toán                          | Định nghĩa | Ví dụ |
| ---------------------------------- | --- | --- |
| Cộng hai ma trận                   | Tổng A+B của hai ma trận cùng kích thước m-x-n A và B được một ma trận cùng kích thước với phần tử trong vị trí tương ứng bằng tổng của hai phần tử tương ứng của mỗi ma trận: (A + B)i,j = Ai,j + Bi,j, với 1 ≤ i ≤ m và 1 ≤ j ≤ n.                                            | {\displaystyle {\begin{bmatrix}1&3&1\\1&0&0\end{bmatrix}}+{\begin{bmatrix}0&0&5\\7&5&0\end{bmatrix}}={\begin{bmatrix}1+0&3+0&1+5\\1+7&0+5&0+0\end{bmatrix}}={\begin{bmatrix}1&3&6\\8&5&0\end{bmatrix}}}   |
| Nhân (vô hướng) một số với ma trận | Tích cA của số c (cũng được gọi là vô hướng trong đại số trừu tượng) với ma trận A được thực hiện bằng cách nhân mỗi phần tử của A với c: (cA)i,j = c • Ai,j. Phép toán này được gọi là nhân vô hướng, nhưng không nên nhầm lẫn với khái niệm "tích vô hướng" hay "tích trong". | {\displaystyle 2\cdot {\begin{bmatrix}1&8&-3\\4&-2&5\end{bmatrix}}={\begin{bmatrix}2\cdot 1&2\cdot 8&2\cdot -3\\2\cdot 4&2\cdot -2&2\cdot 5\end{bmatrix}}={\begin{bmatrix}2&16&-6\\8&-4&10\end{bmatrix}}} |
| Chuyển vị                          | Chuyển vị của ma trận m-x-n A là ma trận n-x-m AT (cũng còn ký hiệu là Atr hay tA) tạo ra bằng cách chuyển hàng thành cột và cột thành hàng: (AT)i,j = Aj,i. | {\displaystyle {\begin{bmatrix}1&2&3\\0&-6&7\end{bmatrix}}^{\mathrm {T} }={\begin{bmatrix}1&0\\2&-6\\3&7\end{bmatrix}}}                                                                                   |

Những tính chất tương tự đối với số thực có thể mở rộng ra đối với phép toán ma trận. Cộng hai ma trận có tính chất giao hoán, hay tổng của các ma trận không phụ thuộc vào thứ tự của phép tính:
A + B = B + A.
(A + B) + C = A + (B + C)
Phép chuyển vị có thể kết hợp với phép nhân vô hướng, cộng ma trận và nhân ma trận.
(cA)T = c(AT)
(A + B)T = AT + BT
(AT)T = A
(AB)T=BTAT

### Nhân ma trận

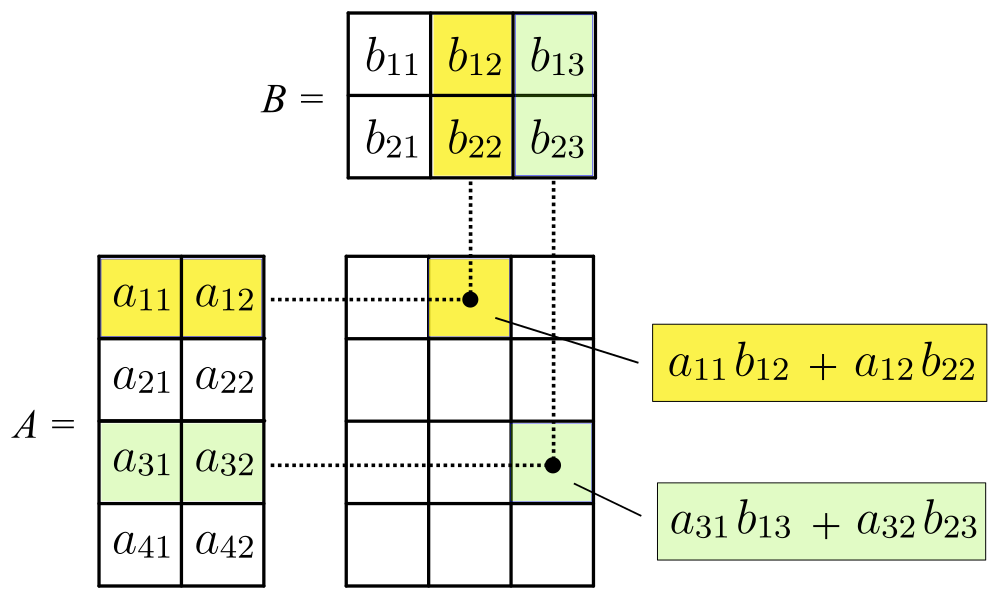
Minh họa tích ma trận AB của hai ma trận A và B.

Phép nhân hai ma trận được xác định khi và chỉ khi số cột của ma trận bên trái bằng số hàng của ma trận bên phải. Nếu A là một ma trận m-x-n và B là một ma trận n-x-p, thì ma trận tích AB là ma trận m-x-p với các phần tử được xác định theo tích vô hướng của hàng tương ứng trong A với cột tương ứng trong B:
{\displaystyle [\mathbf {AB} ]_{i,j}=A_{i,1}B_{1,j}+A_{i,2}B_{2,j}+\cdots +A_{i,n}B_{n,j}=\sum _{r=1}^{n}A_{i,r}B_{r,j}},
với 1 ≤ i ≤ m và 1 ≤ j ≤ p. Ví dụ, phần tử gạch chân bên dưới 2340 trong tích được xác định bằng (2 × 1000) + (3 × 100) + (4 × 10) = 2340:
{\displaystyle {\begin{aligned}{\begin{bmatrix}{\underline {2}}&{\underline {3}}&{\underline {4}}\\1&0&0\\\end{bmatrix}}{\begin{bmatrix}0&{\underline {1000}}\\1&{\underline {100}}\\0&{\underline {10}}\\\end{bmatrix}}&={\begin{bmatrix}3&{\underline {2340}}\\0&1000\\\end{bmatrix}}.\end{aligned}}}
Phép nhân ma trận thỏa mãn quy tắc (AB)C = A(BC) (tính chất kết hợp), và (A+B)C = AC+BC cũng như C(A+B) = CA+CB (luật phân phối trái và phải), khi kích thước của các ma trận tham gia vào phép nhân thỏa mãn yêu cầu của tích hai ma trận. Tích AB có thể xác định trong khi BA không nhất thiết phải xác định, tức là nếu A và B lần lượt có số chiều m-x-n và n-x-k, và m ≠ k. Thậm chí khi cả hai tích này đều tồn tại thì chúng không nhất thiết phải bằng nhau, tức là 
AB ≠ BA,
hay phép nhân ma trận không có tính giao hoán, một đặc điểm khác với các trường số (hữu tỉ, thực, hay phức) mà tích của các số không phụ thuộc vào thứ tự của các số thực hiện trong phép nhân. Ví dụ về nhân hai ma trận không có tính giao hoán:
{\displaystyle {\begin{bmatrix}1&2\\3&4\\\end{bmatrix}}{\begin{bmatrix}0&1\\0&0\\\end{bmatrix}}={\begin{bmatrix}0&1\\0&3\\\end{bmatrix}},}
trong khi
{\displaystyle {\begin{bmatrix}0&1\\0&0\\\end{bmatrix}}{\begin{bmatrix}1&2\\3&4\\\end{bmatrix}}={\begin{bmatrix}3&4\\0&0\\\end{bmatrix}}.}
Bên cạnh phép nhân ma trận thông thường như đã miêu tả, có một số phép toán tác dụng lên ma trận ít gặp mà có thể coi như là phép nhân ma trận, ví dụ như tích Hadamard và tích Kronecker. Chúng xuất hiện khi giải phương trình ma trận, như phương trình Sylvester.

### Phép toán hàng
Có ba loại phép toán hàng:
1. cộng hàng, tức là cộng các hàng lại với nhau.
2. nhân hàng, tức là nhân mọi phần tử trong hàng với một hằng số khác 0;
3. chuyển hàng, thay đổi vị trí hai hàng cho nhau trong ma trận;

Các phép toán này được áp dụng trong một số lĩnh vực, bao gồm giải phương trình tuyến tính và tìm ma trận ngược.

### Ma trận con
Ma trận con của một ma trận nhận được bằng cách xóa bất kỳ các hàng và các cột. Ma trận con được ký hiệu là Mij với i là dòng bị xóa, j là cột bị xóa. Ví dụ, từ ma trận 3 x 4, chúng ta có thể tạo ra ma trận con 2x3 bằng cách xóa hàng 3 và cột 2:
{\displaystyle \mathbf {A} ={\begin{bmatrix}1&\color {red}{2}&3&4\\5&\color {red}{6}&7&8\\\color {red}{9}&\color {red}{10}&\color {red}{11}&\color {red}{12}\end{bmatrix}}\rightarrow {\begin{bmatrix}1&3&4\\5&7&8\end{bmatrix}}.}
Định thức con và phần phụ đại số của ma trận tìm được bằng cách tính định thức của những ma trận con nhất định.
Ma trận con chính là một ma trận con vuông thu được bằng cách xóa đi một số hàng và cột. Mỗi tác giả có một cách định nghĩa khác nhau. Theo một số tác giả, ma trận con chính là một ma trận con mà tập chỉ số hàng còn lại bằng tập chỉ số cột còn lại. Một số tác giả khác định nghĩa ma trận con chính là một trong những ma trận con có k hàng và cột đầu tiên, đối với một số giá trị k, là những ma trận còn lại sau khi xóa hàng hoặc/và cột; loại ma trận con này còn được gọi là ma trận con chính trước (leading principal submatrix).

## Phương trình tuyến tính
Ma trận được dùng để viết gọn và nghiên cứu phương trình tuyến tính cũng như hệ phương trình tuyến tính. Ví dụ, nếu A là một ma trận mxn, x là vectơ cột (ma trận n×1) của n biến x1, x2,..., xn, và b là một vectơ cột m×1, thì phương trình ma trận
{\displaystyle \mathbf {Ax} =\mathbf {b} }
là tương đương với hệ phương trình tuyến tính
{\displaystyle {\begin{aligned}a_{1,1}x_{1}+a_{1,2}x_{2}+&\cdots +a_{1,n}x_{n}=b_{1}\\&\ \ \vdots \\a_{m,1}x_{1}+a_{m,2}x_{2}+&\cdots +a_{m,n}x_{n}=b_{m}\end{aligned}}}
Khi sử dụng ma trận, cách viết này có thể được giải quyết gọn gàng hơn thay vì cách viết ra tất cả các phương trình riêng biệt. Nếu n = m và các phương trình là độc lập khi đó để giải quyết bài toán này ta viết
{\displaystyle \mathbf {x} =\mathbf {A} ^{-1}\mathbf {b} }
trong đó A−1 là ma trận khả nghịch của A. Nếu A không nghịch đảo, các giải pháp — nếu có — có thể được áp dụng bằng cách sử dụng giả nghịch đảo.

## Biến đổi tuyến tính

Các vectơ biểu diễn bởi một ma trận vuông 2x2 tương ứng với các cạnh của một hình vuông đơn vị biến đổi thành một hình bình hành.

Ma trận và phép nhân ma trận cho thấy những đặc điểm cơ bản của chúng khi liên hệ với biến đổi tuyến tính, cũng còn gọi là ánh xạ tuyến tính.Một ma trận thực mxn A đại diện cho phép biến đổi tuyến tính Rn → Rm ánh xạ mỗi vectơ x trong Rn vào tích (hay ma trận) Ax, mà là một vectơ trong Rm. Ngược lại, mỗi biến đổi tuyến tính f: Rn → Rm đại diện bởi một ma trận duy nhất A mxn: một cách tường minh, phần tử (i, j) của A là tọa độ thứ i của f(ej), với 
ej = (0,...,0,1,0,...,0) là vectơ đơn vị với một trong vị trí thứ j và 0 ở những vị trí khác. Ma trận A được nói là biểu diễn cho ánh xạ tuyến tính f, và A được gọi là ma trận biến đổi của f.
Ví dụ, ma trận vuông 2×2
{\displaystyle \mathbf {A} ={\begin{bmatrix}a&c\\b&d\end{bmatrix}}\,}
có thể coi như là biến đổi của hình vuông đơn vị thành một hình bình hành với các đỉnh của nó nằm tại (0, 0), (a, b), (a + c, b + d), và (c, d). Hình bình hành trong ảnh bên cạnh thu được bằng cách nhân A với mỗi vectơ cột {\displaystyle {\begin{bmatrix}0\\0\end{bmatrix}},{\begin{bmatrix}1\\0\end{bmatrix}},{\begin{bmatrix}1\\1\end{bmatrix}}} và {\displaystyle {\begin{bmatrix}0\\1\end{bmatrix}}}. Những vectơ này xác định lên đỉnh của hình vuông đơn vị sau phép biến đổi.
Bảng sau liệt kê một số ma trận thực 2 × 2 găn với ánh xạ tuyến tính của R2. Hình màu lam ban đầu được ánh xạ thành hình màu lục. Điểm gốc (0,0) được đánh dấu là điểm màu đen.
| Phép trượt ngang (Horizontal shear) với m=1.25.           | Phép lật theo phương ngang (Horizontal flip)            | Phép nén (Squeeze mapping) với r=3/2                       | Phép phóng tỉ lệ (scale) với tỉ lệ 3/2                     | Phép quay một góc π/6R = 30°                                                                                        |
| {\displaystyle {\begin{bmatrix}1&1.25\\0&1\end{bmatrix}}} | {\displaystyle {\begin{bmatrix}-1&0\\0&1\end{bmatrix}}} | {\displaystyle {\begin{bmatrix}3/2&0\\0&2/3\end{bmatrix}}} | {\displaystyle {\begin{bmatrix}3/2&0\\0&3/2\end{bmatrix}}} | {\displaystyle {\begin{bmatrix}\cos(\pi /6^{R})&-\sin(\pi /6^{R})\\\sin(\pi /6^{R})&\cos(\pi /6^{R})\end{bmatrix}}} |
|                                                           |                                                         |                                                            |                                                            | |

Đặt tương ứng 1-1 giữa ma trận và ánh xạ tuyến tính, phép nhân ma trận tương ứng với phép hợp các ánh xạ: nếu một ma trận kxm B biểu diễn cho một ánh xạ tuyến tính khác g: Rm → Rk, thì hợp của g ∘ f biểu diễn bằng BA vì
(g ∘ f)(x) = g(f(x)) = g(Ax) = B(Ax) = (BA)x.
Phương trình cuối cùng là hệ quả từ tính kết hợp của phép nhân ma trận.
Hạng của ma trận A là số lớn nhất các vectơ hàng độc lập tuyến tính của ma trận, mà cũng bằng số lớn nhất các vectơ cột độc lập tuyến tính của nó. Tương đương với hạng của ma trận là chiều Hamel của ảnh của ánh xạ tuyến tính biểu diễn bởi A. Định lý hạng và số chiều của hạch nói rằng số chiều của hạch (kernel) ma trận cộng với hạng của nó bằng số cột của ma trận.

## Ma trận vuông
Ma trận vuông là ma trận có số hàng và số cột bằng nhau. Ma trận nxn còn gọi là ma trận vuông bậc n. Bất kỳ hai ma trận vuông có cùng bậc đều thực hiện được phép cộng và nhân với nhau. 
Các phần tử aii tạo thành đường chéo chính của ma trận vuông. Chúng nằm trên một đoạn thẳng tưởng tượng bắt đầu từ góc trên bên trái xuống góc dưới bên phải của ma trận.

## Khía cạnh tính toán
Tính toán các tính chất liên quan tới ma trận có thể dùng nhiều kỹ thuật khác nhau. Nhiều vấn đề được giải quyết bằng cả những thuật toán trực tiếp hoặc bằng phương pháp lặp. Ví dụ, có thể tìm vectơ riêng của một ma trận vuông bằng cách tính dãy các vectơ xn hội tụ về một vectơ riêng khi n tiến tới vô tận.
Để có thể chọn thuật toán thích hợp hơn cho mỗi vấn đề cụ thể, điều quan trọng là xác định được cả tính chính xác và hiệu quả của mọi thuật toán khả dĩ. Phạm vi nghiên cứu những vấn đề này được gọi là đại số tuyến tính bằng số (numerical linear algebra). Với những vấn đề về phương pháp tính khác, hai khía cạnh chính đó là độ phức tạp của thuật toán (complexity of algorithm) và sự ổn định bằng số (numerical stability) của chúng.
Xác định độ phức tạp của thuật toán có nghĩa là tìm chặn trên hoặc ước lượng có bao nhiêu thao tác cơ bản như phép cộng và nhân vô hướng cần thiết để thực hiện một số thuật toán, ví dụ như phép nhân hai ma trận. Ví dụ, tính tích của hai ma trận bậc n x n sử dụng định nghĩa ở trên cần n3 phép nhân, do bất kỳ n2 phần tử của tích, cần có n phép nhân.  Thuật toán Strassen tốt hơn thuật toán "thô" này; nó chỉ cần n2,807 phép nhân. Cách tiếp cận đẹp hơn thường kết hợp với những đặc điểm nhất định của thiết bị tính toán.
Trong nhiều vấn đề thực tiễn, chúng ta biết thêm các thông tin về những ma trận tham gia vào quá trình tính toán. Một trường hợp đặc biệt đó là "ma trận thưa" (sparse matrix), tức là phần lớn các phần tử trong ma trận bằng 0. Có những thuật toán được sử dụng để giải hệ phương trình tuyến tính Ax = b cho những ma trận thưa A, như phương pháp gradien liên hợp (conjugate gradient method).
Nói một cách sơ lược, một thuật toán được gọi là ổn định bằng số (numerically stable), nếu những độ lệch nhỏ trong giá trị đưa vào không dẫn tới sự thay đổi lớn trong kết quả của chúng. Ví dụ, khi tính nghịch đảo của ma trận thông qua công thức Laplace (Adj (A) ký hiệu cho ma trận phụ hợp của A)
A−1 = adj(A) / det(A)
có thể dẫn tới sai số lớn do làm tròn nếu định thức của ma trận rất nhỏ. Ma trận chuẩn tắc (norm matrix) được ứng dụng để nắm bắt điều kiện của những vấn đề đại số tuyến tính, như tính ma trận nghịch đảo.
Hầu hết ngôn ngữ lập trình máy tính hỗ trợ mảng nhưng không được thiết kế với các lệnh cài sẵn cho ma trận. Thay vào đó, các thư viện bên ngoài có sẵn cung cấp các phép toán ma trận trên mảng, trong gần như tất cả các ngôn ngữ lập trình được sử dụng hiện nay. Thao tác ma trận là một trong những ứng dụng số sớm nhất của máy tính. Dartmouth BASIC ban đầu có các lệnh tích hợp cho phép số học ma trận trên mảng từ việc triển khai thế hệ thứ 2 vào năm 1964. Ngay từ những năm 1970, một số máy tính để bàn kỹ thuật như HP 9830 có hộp ROM (ROM cartridges) để cho thêm các lệnh BASIC đối với ma trận. Một số ngôn ngữ máy tính như APL được thiết kế để thao tác với ma trận và các chương trình phần mềm toán học khác nhau có thể được sử dụng để hỗ trợ tính toán với ma trận.

## Phân tích ma trận
Có một số phương pháp để đưa ma trận về những dạng dễ nghiên cứu hơn. Các nhà toán học thường coi chúng là kỹ thuật phân tích ma trận hoặc  nhân tử hóa ma trận. Họ quan tâm tới những kỹ thuật này vì chúng bảo tồn một số tính chất nhất định của ma trận trong quá trình biến đổi, như định thức, hạng hay nghịch đảo, do đó những đại lượng này có thể dễ dàng tính toán sau khi áp dụng phép biến đổi, hoặc những tính toán ma trận sẽ dễ dàng hơn về mặt thuật toán thực thi đối với một số ma trận đặc biệt.
Phương pháp phân tích LU ma trận chính là kỹ thuật phân tích ma trận thành tích của một ma trận tam giác dưới (L) với một ma trận tam giác trên (U). Khi phương pháp phân tích này được thực hiện, những hệ phương trình tuyến tính có thể giải một cách hữu hiệu hơn bằng những kỹ thuật đơn giản như thay thế tiến và lùi (forward and back substitution). Tương tự, tính nghịch đảo của ma trận tam giác sẽ dễ dàng hơn nhiều so với ma trận tổng quát. Phép khử Gauss tương tự như một thuật toán; nó biến đổi ma trận bất kỳ thành dạng hàng bậc thang (row echelon form). Cả hai phương pháp được tiến hành bằng cách nhân ma trận với những ma trận cơ sở phù hợp, hay những ma trận thu được từ việc hoán vị các cột hoặc hàng cho nhau và cộng thêm một số bội lần một hầng vào hàng khác.  Kỹ thuật phần tích giá trị kỳ dị (singular value decomposition) biểu diễn ma trận bất kỳ A thành tích của UDV∗, với U và V là các ma trận unita và D là ma trận chéo hóa.

Ví dụ về ma trận trong dạng chuẩn tắc Jordan. Những khối xám mà được gọi là những khối Jordan.

Phân tích ma trận thành ma trận chỉ có các phần tử là các giá trị riêng (eigendecomposition) hay chéo hóa biểu diễn A thành tích VDV−1, với D là ma trận đường chéo và V là một ma trận khả nghịch phù hợp.  Nếu A được viết theo dạng này, nó được gọi là ma trận chéo hóa được (diagonalizable matrix). Tổng quát hơn, và áp dụng đối với mọi ma trận, phép phân tích Jordan biến đổi ma trận thành dạng chuẩn tắc Jordan (Jordan normal form), để đưa các ma trận về dạng mà chỉ những phần tử khác 0 là các giá trị riêng λ1 đến λn của A, nằm trên đường chéo chính và có thể có các phần tử nằm bên trên đường chéo chính đều bằng 1 như chỉ ra ở hình bên. Dựa theo kỹ thuật phân tích ma trận theo giá trị riêng, lũy thừa bậc n của A (tức là thực hiện nhân ma trận A với chính nó n lần) sẽ được tính toán thông qua
An = (VDV−1)n = VDV−1VDV−1...VDV−1 = VDnV−1
và lũy thừa của ma trận đường chéo được tính trực tiếp khi lấy lũy thừa của các phần tử nằm trên đường chéo chính, mà cách này dễ dàng hơn rất nhiều khi thực hiện từng lần nhân với A. Phương pháp này còn được ứng dụng để tính lũy thừa ma trận (matrix exponential) eA, do nó xuất hiện thường xuyên trong lúc giải phương trình vi phân tuyến tính, logarit của ma trận (matrix logarithm) và căn bậc hai của ma trận (square root of a matrix). Để tránh trường hợp sai số lớn khi thay đổi dữ liệu số đầu vào (condition number), các nhà toán học nêu những thuật toán tốt hơn như phân tích Schur sẽ được ứng dụng.

## Khía cạnh đại số trừu tượng và tổng quát hóa
Các nhà toán học đã tổng quát hóa ma trận theo một số cách khác nhau. Đại số trừu tượng sử dụng ma trận với các phần tử là những dạng tổng quát hơn như là trường hay thậm chí là vành, trong khi đại số tuyến tính mã hóa các tính chất của ma trận thành khái niệm các ánh xạ tuyến tính. Có thể coi ma trận với vô số hàng và cột. Sự mở rộng khác đó là tenxơ, mà có thể coi như những mảng nhiều chiều chứa các phần tử số, khi nó khác với vectơ ở chỗ vectơ là dãy các số, thì ma trận là mảng hai chiều chứa các số. Ma trận với những tính chất đòi hỏi nhất định có xu hướng tạo thành nhóm gọi là nhóm ma trận. Tương tự trong những điều kiện nhất định, ma trận dạng vành được gọi là vành ma trận. Mặc dù tích của ma trận nói chung không giao hoán nhưng ma trận nhất định có dạng trường được gọi là trường ma trận.

### Ma trận với các phần tử mở rộng
Bài này viết chủ yếu về ma trận mà các phần tử là số thực hoặc số phức.Tuy nhiên có thể coi ma trận với phần tử tổng quát hơn số thực hoặc số phức. Bước đầu tiên trong việc tổng quát hóa, bất kỳ trường toán học nào, tức là các tập hợp có thể thực hiện được phép cộng, phép trừ, phép nhân và phép chia được xác định, có thể được sử dụng thay cho R hoặc C, như số hữu tỉ hoặc trường hữu hạn. Ví dụ, lý thuyết mã hóa sử dụng ma trận trên các trường hữu hạn. Khi xét tới trị riêng, mà chúng là những nghiệm của một đa thức mà chỉ có thể tồn tại trong một trường lớn hơn trường của các phần tử của ma trận; chẳng hạn chúng có thể là phức trong trường hợp ma trận với các phần tử thực. Khả năng để giải thích lại các phần tử của ma trận như là các phần tử của một trường lớn hơn (ví dụ để coi một ma trận thực như là một ma trận phức khi các phần tử của nó đều là thực) sẽ cho phép mỗi ma trận vuông có một tập đầy đủ các giá trị riêng của nó. Nói cách khác ta chỉ có thể coi ma trận với các phần tử thuộc một trường đóng đại số, như C, từ một tập hợp ngoài.
Tổng quát hơn, ngành đại số trừu tượng sử dụng nhiều khái niệm ma trận với các phần tử thuộc một vành R. Vành là những khái niệm tổng quát hơn khái niệm trường mà trong nó không nhất thiết phải có phép chia. Phép cộng và phép nhân ma trận cũng được mở rộng ra cho tính chất này. Tập hợp M(n, R) của mọi ma trận vuông n x n trên R là một vành gọi là vành ma trận, đẳng cấu vào vành tự đồng cấu của R-mô đun Rn bên trái. Nếu vành R là giao hoán, nghĩa là phép nhân của nó có tính giao hoán, thì M(n, R) là một đại số kết hợp (associative algebra) không giao hoán unita (trừ khi n = 1) trên R. Định thức của ma trận vuông trên một vành giao hoán R vẫn xác định nhờ sử dụng công thức Leibniz; ma trận là khả nghịch nếu và chỉ nếu định thức của nó là khả nghịch trong R, được tổng quát lên đối với trường F, nơi mà mọi phần tử khác 0 là khả nghịch. Ma trận trên một siêu vành (superring) được gọi là siêu ma trận (supermatrix).
Ma trận không phải lúc nào cũng có toàn bộ các phần tử của nó thuộc về cùng một vành – hay thậm chí trong vành bất kỳ nào đó. Một trường hợp đặc biệt nhưng hay gặp đó là ma trận khối (block matrix), mà có thể coi là ma trận với phần tử chính là những ma trận. Những phần tử này không cần thiết phải là ma trận toàn phương, và do vậy không cần phải là thành viên của một vành thông thường bất kỳ; nhưng kích thước của chúng phải thỏa mãn một số điều kiện nhất định.

### Mối liên hệ với ánh xạ tuyến tính
Ánh xạ tuyến tính Rn → Rm là tương đương với ma trận m x n, như đã miêu tả ở trên. Tổng quát hơn, bất kỳ ánh xạ tuyến tính nào f: V → W giữa hai không gian vectơ có chiều hữu hạn có thể được miêu tả bằng ma trận A = (aij), sau khi chọn cơ sở v1,..., vn của V, và w1,..., wm của W (do vậy n là chiều của V và m là chiều của W), sao cho
{\displaystyle f(\mathbf {v} _{j})=\sum _{i=1}^{m}a_{i,j}\mathbf {w} _{i}\qquad {\mbox{khi }}j=1,\ldots ,n.}
Nói cách khác, cột j của A biểu diễn ảnh của vj theo các vectơ cơ sở  wi của W; vì thế mối liên hệ này xác định một cách duy nhất các phần tử của ma trận A. Chú ý rằng ma trận phụ thuộc vào cách lựa chọn cơ sở: chọn cơ sở khác nhau sẽ cho các ma trận khác nhau nhưng tương đương. Nhiều khái niệm cụ thể nêu ở trên có thể được giải thích lại theo cách này, ví dụ, ma trận chuyển vị AT miêu tả chuyển vị của một ánh xạ tuyến tính cho bởi A, mà liên quan tới cơ sở đối ngẫu.
Những tính chất này có thể được phát biểu lại theo một cách tự nhiên hơn: phạm trù của mọi ma trận với phần tử trong một trường {\displaystyle k} trang bị phép nhân như là tổ hợp tương đương với phạm trù của không gian vectơ hữu hạn chiều và ánh xạ trên trường này.
Tổng quát hơn, tập hợp các ma trận m×n có thể dùng để biểu diễn ánh xạ tuyến tính R giữa những mô đun tự do Rm và Rn cho một vành bất kỳ R với phần tử đơn vị. Khi hợp n = m của những ánh xạ này xảy ra sẽ đưa đến vành ma trận của các ma trận n×n biểu diễn cho vành tự đẳng cấu của Rn.

### Nhóm ma trận
Nhóm là một cấu trúc toán học chứa một tập hợp các đối tượng cùng với một phép toán hai ngôi, tức là phép toán kết hợp hai đối tượng bất kỳ cho kết quả một đối tượng thứ ba mà tuân theo những đòi hỏi nhất định. Một nhóm trong đó các đối tượng là những ma trận và phép toán nhóm là phép nhân ma trận được gọi là nhóm ma trận. Vì trong nhóm mỗi phần tử đều phải có phần tử nghịch đảo của nó, nhóm ma trận tổng quát nhất là những nhóm chứa mọi ma trận khả nghịch trong số chiều cho trước, hay còn gọi là nhóm tuyến tính tổng quát.
Bất kỳ tính chất nào của ma trận được bảo toàn dưới phép nhân ma trận và phép nghịch đảo có thể được sử dụng để định nghĩa ra một nhóm ma trận. Ví dụ,  ma trận với kích thước cho trước và định thức bằng 1 tạo thành nhóm con của nhóm tuyến tính tổng quát, gọi là nhóm tuyến tính đặc biệt. Ma trận trực giao xác định bằng điều kiện
MTM = I,
tạo thành nhóm trực giao. Mỗi nhóm trực giao có định thức bằng 1 hoặc −1. Các ma trận trực giao có định thức bằng 1 tạo thành một nhóm con gọi là nhóm trực giao đặc biệt.
Mỗi nhóm hữu hạn là phép đẳng cấu vào một nhóm ma trận, mà chúng ta có thể coi là biểu diễn chính quy của nhóm đối xứng. Nhóm tổng quát có thể được nghiên cứu thông qua nhóm ma trận, mà các nhà đại số đã hiểu khá tốt về chúng, thông qua lý thuyết biểu diễn.

### Ma trận vô hạn
Cũng có thể coi ma trận có vô số hàng và/hoặc cột ngay cả khi là các đối tượng vô hạn, người ta không thể viết ra các ma trận như vậy một cách rõ ràng. Tất cả những gì quan trọng là đối với mọi phần tử trong các hàng tập chỉ mục và mọi phần tử trong các cột tập chỉ mục đều có một mục nhập được xác định rõ ràng (các tập chỉ mục này thậm chí không cần phải là tập con của các số tự nhiên). Các phép toán cơ bản của cộng, trừ, nhân vô hướng và chuyển vị vẫn có thể được xác định mà không gặp vấn đề gì; tuy nhiên phép nhân ma trận có thể liên quan đến các phép tổng vô hạn để xác định các mục nhập kết quả và chúng không được định nghĩa nói chung.
Nếu R là bất kỳ vành nào có sự thống nhất, sau đó là vành của các biến thể {\displaystyle M=\bigoplus _{i\in I}R} như một mô-đun bên phải R là đẳng cấu với vòng của ma trận hữu hạn cột {\displaystyle \mathbb {CFM} _{I}(R)} có mục nhập được chỉ mục bởi {\displaystyle I\times I} và mỗi cột chỉ có hữu hạn mục nhập khác 0. Các tự đồng cấu của M được coi là kết quả mô-đun R bên trái trong một đối tượng tương tự, ma trận hữu hạn hàng {\displaystyle \mathbb {RFM} _{I}(R)} mà mỗi hàng chỉ có hữu hạn mục nhập khác 0.
Nếu ma trận vô hạn được sử dụng để mô tả bản đồ tuyến tính thì chỉ những ma trận đó mới có thể được sử dụng cho tất cả các cột của chúng có trừ một số hữu hạn các mục nhập khác 0, vì lý do sau. Đối với ma trận A để mô tả ánh xạ tuyến tính f: V→W, căn cứ cho cả hai không gian phải được chọn; nhớ lại rằng theo định nghĩa, điều này có nghĩa là mọi vectơ trong không gian có thể được viết duy nhất dưới dạng tổ hợp tuyến tính (hữu hạn) của các vectơ cơ sở, do đó được viết dưới dạng vectơ (cột)  v của hệ số, chỉ có hữu hạn mục nhậpvi là số khác 0. Bây giờ các cột của A mô tả hình ảnh bằng f của các vectơ cơ sở riêng lẻ của V trong cơ sở của W, điều này chỉ có ý nghĩa nếu các cột này chỉ có hữu hạn nhiều mục khác. Tuy nhiên, không có hạn chế đối với các hàng của A: trong kết quả A·v chỉ có hữu hạn hệ số khác 0 của v có liên quan, vì vậy mỗi một trong số các mục nhập của nó, ngay cả khi nó được cho dưới dạng tổng vô hạn của các tích, chỉ liên quan đến rất nhiều số hạng khác nhau và do đó được xác định rõ ràng. Hơn nữa, điều này dẫn đến việc hình thành một tổ hợp tuyến tính của các cột A mà chỉ liên quan đến hữu hạn trong số chúng một cách hiệu quả, trong khi kết quả chỉ có hữu hạn mục nhập khác 0 vì mỗi cột đó đều có. Kết quả của hai ma trận thuộc loại đã cho được xác định rõ ràng (với điều kiện là bộ chỉ mục cột và chỉ số hàng khớp với nhau), có cùng kiểu và tương ứng với thành phần của bản đồ tuyến tính.
Nếu R là vành định mức thì điều kiện về tính hữu hạn của hàng hoặc cột có thể được nới lỏng. Với quy chuẩn được đưa ra, chuỗi hoàn toàn hội tụ có thể được sử dụng thay cho các tổng hữu hạn. Ví dụ, ma trận có tổng cột là chuỗi hội tụ tuyệt đối tạo thành một vành. Tương tự, các ma trận có tổng hàng là chuỗi hội tụ tuyệt đối cũng tạo thành một vành.
Ma trận vô hạn cũng có thể được sử dụng để mô tả toán tử trên không gian Hilbert, nơi nảy sinh các câu hỏi hội tụ và liên tục, dẫn đến một số ràng buộc nhất định phải được áp đặt. Tuy nhiên, quan điểm rõ ràng về ma trận có xu hướng làm xáo trộn vấn đề, và các công cụ trừu tượng và mạnh mẽ hơn của Giải tích hàm được sử dụng để thay thế.

### Ma trận rỗng
Ma trận rỗng được định nghĩa là ma trận với số hàng hoặc số cột (hoặc cả hai) bằng 0. Khái niệm ma trận rỗng giúp giải quyết với những ánh xạ có sự tham gia của không gian vectơ không (zero vector space). Ví dụ, nếu A là ma trận 3 x 0 và B là ma trận 0 x 3, thì AB là ma trận không 3 x 3 tương ứng với ánh xạ rỗng từ không gian 3 chiều V vào chính nó, trong khi BA là ma trận 0 x 0. Không có ký hiệu chung cho ma trận rỗng, nhưng hầu hết các hệ thống đại số máy tính cho phép tạo ra và thực hiện tính toán với chúng. Định thức của ma trận 0 x 0 định nghĩa bằng 1 khi xét tới tích rỗng (empty product) xuất hiện trong công thức Leibniz cho định thức bằng 1. Giá trị này cũng tương thích với thực tế rằng ánh xạ đồng nhất từ không gian hữu hạn chiều nào vào chính nó đều có định thức bằng 1, một kết quả thường được coi là một phần của đặc trưng hóa của định thức.

## Ứng dụng
Có rất nhiều ứng dụng của ma trận, cả trong toán học lẫn những ngành khoa học khác. Một số chỉ là tận dụng sự thuận tiện khi biểu diễn một cách ngắn gọn tập hợp số bên trong một ma trận. Ví dụ, trong lý thuyết trò chơi và kinh tế học, ma trận tiền trả (payoff matrix) chứa số tiền trả của hai người chơi, phụ thuộc vào tập hợp (hữu hạn) các khả năng mà người chơi sẽ chọn. Khai thác văn bản và các ý điển tự động biên tập sử dụng các ma trận phần tử văn bản (document-term matrix) như tf-idf để đánh dấu tần suất một từ nhất định xuất hiện trong một vài văn bản.
Có thể biểu diễn số phức thông qua một ma trận thực 2 x 2 dưới đây
{\displaystyle a+ib\leftrightarrow {\begin{bmatrix}a&-b\\b&a\end{bmatrix}},}
mà tương ứng phép cộng và nhân mỗi số phức chính là phép cộng và nhân mỗi ma trận. Ví dụ, ma trận quay 2 x 2 biểu diễn phép nhân với một số phức có giá trị tuyệt đối bằng 1, như ở trên. Cách giải thích này cũng tương tự đối với quaternion và đại số Clifford nói chung.
Những kỹ thuật mã hóa ban đầu như mật mã Hill cũng áp dụng lý thuyết ma trận. Tuy nhiên, do bản chất tuyến tính của ma trận, những mã này bị phá tương đối dễ. Đồ họa máy tính sử dụng ma trận để vừa biểu diễn ma trận và để tính toán sự biến đổi của các đối tượng sử dụng ma trận quay aphin để đạt được các tác vụ như chiếu một vật thể ba chiều lên màn hình hai chiều, tương ứng với góc quan sát lý thuyết của một camera. Ma trận trên một vành đa thức có vai trò quan trọng đối với lý thuyết điều khiển.
Hóa học áp dụng ma trận theo nhiều cách khác nhau, đặc biệt từ khi ứng dụng cơ học lượng tử để nghiên cứu liên kết phân tử và phổ học. Các ví dụ bao gồm ma trận đan xen (overlap matrix) và ma trận Fock sử dụng để giải phương trình Roothaan nhằm tìm ra obitan phân tử theo phương pháp Hartree–Fock.

### Lý thuyết đồ thị

Một đồ thị vô hướng với ma trận kề

Ma trận kề của một đồ thị hữu hạn là khái niệm cơ bản trong lý thuyết đồ thị. Nó biểu diễn hai đỉnh bất kỳ trong đồ thị có được nối với nhau bằng cạnh của đồ thị hay không. Ma trận chỉ chứa hai giá trị (1 và 0 có nghĩa lần lượt "có" và "không") được gọi là ma trận lôgic. Ma trận khoảng cách chứa thông tin về khoảng cách giữa các cạnh. Những khái niệm này được áp dụng cho các website kết nối bởi siêu liên kết hoặc các thành phố kết nối bằng những con đường vv, mà trong hầu hết các trường hợp (ngoại trừ mạng lưới liên kết rất dày đặc) ma trận thường là thưa, nghĩa là nó chỉ chứa vài phần tử khác 0. Do vậy, các thuật toán ma trận sửa đổi có thể áp dụng cho lý thuyết mạng.

### Giải tích và hình học
Ma trận Hesse của hàm số khả vi ƒ: Rn → R chứa đạo hàm bậc hai của ƒ với các thành phần tọa độ, tức là
{\displaystyle H(f)=\left[{\frac {\partial ^{2}f}{\partial x_{i}\,\partial x_{j}}}\right].}

Tại điểm yên ngựa (x = 0, y = 0) (đỏ) của hàm f(x,−y) = x^{2} − y^{2}, ma trận Hess là không xác định.

 Nó mã hóa thông tin về độ biến thiên cục bộ của hàm số: tại một điểm tới hạn x = (x1, ..., xn), là điểm mà đạo hàm riêng bậc nhất {\displaystyle \partial f/\partial x_{i}} của ƒ triệt tiêu, hàm số có giá trị cực tiểu nếu ma trận Hess là xác định dương. Quy hoạch toàn phương có thể được sử dụng để tìm cực tiểu hay cực đại toàn cục của các hàm số toàn phương liên hệ mật thiết với ma trận gắn với chúng (xe ở trên).
Một ma trận khác thường được sử dụng trong các vấn đề hình học đó là ma trận Jacobi của ánh xạ khả vi f: Rn → Rm. Nếu f1,..., fm ký hiệu là các thành phần của f, thì ma trận Jacobi xác định bởi 
{\displaystyle J(f)=\left[{\frac {\partial f_{i}}{\partial x_{j}}}\right]_{1\leq i\leq m,1\leq j\leq n}.}
Nếu n > m, và nếu hạng của ma trận Jacobi đạt giá trị lớn nhất bằng m, f là hàm khả nghịch tại điểm đó theo như định lý hàm ẩn.
Các nhà toán học có thể phân loại phương trình đạo hàm riêng bằng cách xét ma trận các hệ số của những toán tử vi phân bậc cao nhất của phương trình. Đối với phương trình đạo hàm riêng eliptic ma trận này xác định dương và có ảnh hưởng quyết định đến tập hợp nghiệm khả dĩ của bài toán tìm nghiệm phương trình đạo hàm riêng.
Phương pháp phần tử hữu hạn là một phương pháp số quan trọng để giải phương trình đạo hàm riêng, được ứng dụng rộng rãi trong việc mô phỏng các hệ thống thực phức hợp. Phương pháp này đánh giá xấp xỉ nghiệm của phương trình bằng cách phân chia phương trình thành các hàm tuyến tính, mà những hàm này được chọn để lưới tạo ra đủ mịn, mà từ đó có thể viết phương trình dưới dạng phương trình ma trận.

### Lý thuyết xác suất và thống kê

Hai xích Markov khác nhau. Đồ thị thể hiện số hạt (trong tổng số 1000) ở trạng thái "2". Cả hai giá trị giới hạn được xác định từ ma trận chuyển tiếp, lần lượt là (đỏ) và (đen).

Ma trận quá trình ngẫu nhiên là những ma trận vuông mà các hàng của nó là các vectơ xác suất, tức là vectơ có các thành phần không âm và tổng của chúng bằng 1. Ma trận ngẫu nhiên được sử dụng để tìm xích Markov với những trạng thái hữu hạn. Một hàng của ma trận ngẫu nhiên cho phân bố xác suất của vị trí tiếp theo của một số hạt ở trong trạng thái tương ứng với hàng đó. Các tính chất của xích Markov giống như điểm hấp dẫn (attractor), những điểm trạng thái mà các hạt cuối cùng đạt tới, có thể được suy ra từ những vectơ riêng của ma trận chuyển tiếp.
Lý thuyết thống kê cũng áp dụng ma trận trong nhiều dạng khác nhau. Thống kê mô tả đề cập tới tập hợp dữ liệu được mô tả, mà chúng được biểu diễn bằng các ma trận dữ liệu, sau đó các nhà thống kê sử dụng những kỹ thuật "thu giảm số biến" (dimensionality reduction" để khảo sát các ma trận này. Ma trận hiệp phương sai mã hóa phương sai tương hỗ của các biến ngẫu nhiên. Các kỹ thuật khác sử dụng ma trận là bình phương tối thiểu, một phương pháp xấp xỉ tập hợp hữu hạn những cặp điểm (x1, y1), (x2, y2),..., (xN, yN), bằng một hàm số tuyến tính
yi ≈ axi + b, i = 1,..., N do chúng có thể được thiết lập dựa trên ngôn ngữ của lý thuyết ma trận, với liên hệ đến kỹ thuật phân tích thành tích các ma trận giá trị riêng đặc biệt (singular value decomposition).
Ma trận ngẫu nhiên là ma trận với phần tử là những số ngẫu nhiên, phù hợp cho nghiên cứu tính chất phân bố xác suất, như là ma trận phân bố chuẩn. Ngoài lý thuyết xác suất, chúng còn được áp dụng trong phạm vi từ lý thuyết số tới vật lý học.

### Đối xứng và các biến đổi trong vật lý học
Các biến đổi tuyến tính và những đối xứng đi kèm đóng vai trò quan trọng trong vật lý hiện đại. Ví dụ, các hạt cơ bản trong lý thuyết trường lượng tử được phân loại nhờ những biểu diễn của nhóm Lorentz trong thuyết tương đối hẹp và, cụ thể hơn, bởi ứng xử của chúng dưới nhóm spin. Những biểu diễn tường minh bao gồm ma trận Pauli và ma trận gamma tổng quát hơn là phần tích phân của miêu tả vật lý đối với fermion, mà hoạt động như là spinor. Đối với ba loại quark nhẹ nhất, có thể biểu diễn chúng bằng nhóm unita đặc biệt SU(3); và các nhà vật lý sử dụng ma trận biểu diễn thuận tiện gọi là ma trận Gell-Mann khi tính toán liên quan, ma trận này cũng được sử dụng cho nhóm chuẩn SU(3) mà nó trở thành cơ sở cho lý thuyết miêu tả về tương tác mạnh, sắc động lực học lượng tử. Ma trận Cabibbo–Kobayashi–Maskawa, biểu diễn trạng thái cơ bản các quark khi tham gia vào tương tác yếu, nó không giống như ma trận Gell-Mann, nhưng có liên hệ tuyến tính với trạng thái cơ bản các quark xác định lên hạt tổ hợp với tính chất và khối lượng cụ thể.

### Tổ hợp tuyến tính của các trạng thái lượng tử
Mô hình đầu tiên về cơ học lượng tử (Heisenberg, 1925) biểu diễn các toán tử của lý thuyết bằng các ma trận vô hạn chiều tác dụng lên các trạng thái lượng tử. Lý thuyết này còn được gọi là cơ học ma trận. Một ví dụ cụ thể đó là ma trận mật độ đặc trưng cho trạng thái "trộn" của một hệ lượng tử như là tổ hợp tuyến tính của các trạng thái riêng thuần tuý và cơ bản.
Ví dụ khác về ma trận trở thành công cụ quan trọng cho miêu tả các thí nghiệm tán xạ là hoạt động trung tâm của vật lý hạt thực nghiệm: Những phản ứng va chạm xảy ra trong các máy gia tốc, nơi các hạt được cho va chạm đối đầu vào nhau trong một miền va chạm nhỏ, với kết quả sau va chạm sinh ra những hạt mới, có thể được miêu tả bằng tích vô hướng của trạng thái những hạt hình thành với tổ hợp tuyến tính của các hạt tham gia vào va chạm. Tổ hợp tuyến tính này cho bởi ma trận gọi là ma trận S, nó chứa mọi thông tin về các tương tác khả dĩ giữa những hạt tham gia vào va chạm.

### Dao động riêng
Ứng dụng phổ biến của ma trận trong vật lý học là dùng để miêu tả hệ dao động điều hòa tuyến tính. Phương trình chuyển động của những hệ này có thể miêu tả theo dạng ma trận, với ma trận khối lượng nhân với một vectơ tọa độ sẽ cho số hạng động học, ma trận lực nhân với vectơ chuyển dời vị trí sẽ cho đặc trưng của tương tác. Cách tốt nhất để thu được nghiệm của hệ phương trình đó là xác định các vectơ riêng của hệ, hay các dao động riêng, bằng cách chéo hóa phương trình ma trận. Các kỹ thuật như thế này là quan trọng khi nghiên nghiên cứu nội động lực phân tử: các dao động bên trong của hệ chứa các nguyên tử thành phần liên kết với nhau. Chúng cũng cần thiết để miêu tả dao động cơ học, dao động trong mạch điện.

### Quang hình học
Quang hình học sử dụng các ứng dụng của ma trận nhiều hơn. Trong lý thuyết xấp xỉ này, bản chất sóng của ánh sáng được bỏ qua. Mô hình kết quả trong đó tia sáng trở thành tia hình học. Nếu sự lệch của tia sáng bởi các quang cụ là nhỏ, tác dụng của một thấu kính hoặc dụng cụ phản xạ lên một tia sáng có thể được biểu diễn bằng tích của một vectơ hai thành phần với ma trận 2x2 gọi là ma trận chuyển tiếp tia (ray transfer matrix): các thành phần của vec tơ là độ dốc của tia sáng và khoảng cách của nó tới quang trục, trong khi ma trận mã hóa các tính chất của quang cụ. Thực sự có hai kiểu ma trận, trong đó ma trận khúc xạ miêu tả sự khúc xạ tại bề mặt thấu kính, và ma trận tịnh tiến miêu tả sự tịnh tiến của mặt phẳng tham chiếu tới mặt phẳng khúc xạ kề cận, nơi một ma trận khúc xạ khác được áp dụng.
Quang hệ, bao gồm tổ hợp các thấu kính và các dụng cụ phản xạ, được miêu tả đơn giản bằng ma trận từ tích các ma trận thành phần.

### Điện tử học
Phương pháp phân tích dòng điện vòng (mesh analysis) truyền thống trong điện tử học dẫn tới việc tìm nghiệm của một hệ phương trình tuyến tính mà có thể miêu tả bằng ma trận.
Hoạt động của nhiều linh kiện điện tử được miêu tả bằng ma trận. Nếu A là một vec tơ 2 chiều với các thành phần của nó là điện áp vào v1 và dòng vào i1, gọi B là một vec tơ 2 chiều với các thành phần của nó là điện áp ra v2 và dòng ra i2. Thì hoạt động của linh kiện điện tử được miêu tả bằng phương trình B = H • A, với H là ma trận 2 x 2 chứa một phần tử trở kháng (h12), và một phần tử độ dẫn (admitance) (h21) và hai đại lượng không thứ nguyên (h11 và h22). Việc tính toán mạch điện thu về việc nhân các ma trận.